# Saint-Étienne-du-Gué-de-l'Isle
Saint-Étienne-du-Gué-de-l'Isle är en kommun i departementet Côtes-d'Armor i regionen Bretagne i nordvästra Frankrike. Kommunen ligger i kantonen La Chèze som tillhör arrondissementet Saint-Brieuc. År 2022 hade Saint-Étienne-du-Gué-de-l'Isle 372 invånare.

## Befolkningsutveckling
Antalet invånare i kommunen Saint-Étienne-du-Gué-de-l'Isle
Referens:INSEE